# Vítkovice Steel
VÍTKOVICE STEEL, a. s (в 2007—2014 — EVRAZ VÍTKOVICE STEEL, a.s) — компанія, яка оперує металургійним заводом в місті Острава, Чехія. Чеська розвідка вважає, що кінцевими беніфіціарами є російський державний банк ВЕБ.РФ.

## Історія компанії
З 2007 по 2014 компанія мала назву EVRAZ VÍTKOVICE STEEL, a.s і належала фінансово-промисловій групі російського підсанкційного олігарха Романа Абрамовича. Після анексії Криму EVRAZ заявив про продажу бізнесу в Чехії.
Власниками заводу стали кіпрські компанії Martinley Holdings Limited, Nabara Holdings Limited, Vitect Services Limited, Hayston Investments Limited і Dawnaly Investments Limited.
У травні 2022 року фінансова розвідка Чехії заблокувала акції Vítkovice Steel в рамках санкцій проти Росії. Як потім з'ясувалося, блокування акцій було пов'язано зі зв'язком кампанії із російським ВЕБ.РФ.
У травні 2023 року президент України Володимир Зеленський повідомив, що Україна збирається конфіскувати російську частку в Запоріжсталі, одному з найбільших металургійних підприємств України. Її також пов'язують із ВЕБ.РФ

## Будівництво заводу
Рішення про заснування підприємства, пізніше відомого як Rudolf Hütte, датується 1828 роком.
Металургійне виробництво розпочалося в 1830 році. На заводі запрацювала перша металургійна піч в тодішній Австрії. Потім послідував розвиток заводу та будівництво нових потужностей. Попередники нинішніх прокатних станців були введені в експлуатацію в 1913 році.